# Palazzo Bianchi Dottula
Il palazzo Bianchi Dottula è un palazzo barocco di Bari (Bari Vecchia, via Bianchi Dottula 1). Costruito nel XVI secolo inglobando precedenti costruzioni di epoche precedenti (case torri).
Presenta all'ultimo piano un loggiato ad archi. La facciata ad angolo incorpora la piccola chiesa di San Martino, di origine più antica, inglobata come cappella privata del palazzo.
Il palazzo è appartenuto alla famiglia dei marchesi di Montrone (XVII-XVIII). Situato ad angolo nell’omonima strada, il palazzo presenta due accessi: il primo costituto da un cortile esterno recintato dal quale si accede ad una scala; l’altro ha androne voltato. Il cortile è caratterizzato da un loggiato ad archi sormontati da una trabeazione.